# Гайтенрід
Гайтенрід (нім. Heitenried) — громада  в Швейцарії в кантоні Фрібур, округ Зензе.

## Географія
Громада розташована на відстані близько 18 км на південний захід від Берна, 12 км на схід від Фрібура.
Гайтенрід має площу 9,1 км², з яких на 6,7% дозволяється будівництво (житлове та будівництво доріг), 73,2% використовуються в сільськогосподарських цілях, 19% зайнято лісами, 1,1% не є продуктивними (річки, льодовики або гори).

## Демографія
2019 року в громаді мешкало 1402 особи (+8,7% порівняно з 2010 роком), іноземців було 4,7%. Густота населення становила 154 осіб/км².
За віковим діапазоном населення розподілялося таким чином: 21,9% — особи молодші 20 років, 62,2% — особи у віці 20—64 років, 15,9% — особи у віці 65 років та старші. Було 571 помешкань (у середньому 2,4 особи в помешканні).
Із загальної кількості 303 працюючих 99 було зайнятих в первинному секторі, 70 — в обробній промисловості, 134 — в галузі послуг.